# Ralph Gottfrid Pearson
Ralph Gottfrid Pearson (Chicago, 12 januari 1919 – 12 oktober 2022) was een Amerikaanse anorganisch en fysisch chemicus die bekendstaat vanwege de door hem ontwikkelde HSAB-theorie. 
Hij behaalde zijn doctoraat in fysische chemie in 1943 aan de Northwestern University en doceerde er chemie van 1946 tot 1976. Toen verhuisde hij naar de University of California in Santa Barbara, waar hij doceerde tot zijn pensioen in 1989. 
In 1963 stelde hij zijn theorie van harde en zachte zuren/basen voor (Engels: Hard/Soft Acid/Base theory). Hierbij zijn harde basen of zuren stoffen die klein zijn, hoge ladingen bevatten en die maar in geringe mate polariseerbaar zijn. Zachte basen of zuren zijn hier het tegengestelde van: ze zijn relatief groot, hebben lage ladingen en zijn zeer goed polariseerbaar. De basen en zuren reageren met elkaar, waarbij de stabielste interacties hard-hard en zacht-zacht zijn. 
In 1983 verfijnde hij zijn HSAB-theorie tot een kwantitatieve methode waarbij hij, samen met zijn collega Robert Parr, absolute 'hardheidswaarden' berekende. Hierbij maakte hij gebruik van de dichtheidsfunctionaaltheorie.
Pearson overleed op 103-jarige leeftijd.

## Onderscheidingen
- American Chemical Society Award for Distinguished Service to Inorganic Chemistry, 1970
- Lid van de National Academy of Sciences, 1974

- Bibliothèque nationale de France: cb12400435w (data)
- Catàleg d'autoritats de noms i títols de Catalunya: 981060869153606706
- Gemeinsame Normdatei: 1231558369
- International Standard Name Identifier: 0000 0001 0889 8933
- Library of Congress Control Number: n81012259
- Nationale Bibliotheek van Letland: 000054875
- Nationale Bibliotheek van Tsjechië: mub2013788420
- Nationale Bibliotheek van Israël: 987007271859005171
- Nederlandse Thesaurus van Auteursnamen: 069398828
- Système universitaire de documentation: 033104042
- Virtual International Authority File: 39463322
- WorldCat: E39PBJcKM79BMdMhcCxYYjqRKd